# Tina Busse-Irwin
Tina Busse-Irwin (* 1981 in Hagen, Nordrhein-Westfalen, als Tina Busse) ist eine kanadische Dressurreiterin.
In Deutschland geboren, zog sie mit ihrer Familie bereits ein Jahr nach ihrer Geburt nach Kanada. Ihre Mutter ist die Grand-Prix-Reiterin Ute Busse. Seit 2005 ist Tina Busse-Irwin mit dem Dressurreiter Jaimey Irwin verheiratet und lebt in Stouffville, Ontario.

## Werdegang
Nach der High School ging sie nach Deutschland und trainierte zuerst bei Klaus-Martin Rath und anschließend bei Holger Münstermann.
2011 startete sie mit Winston bei den Panamerikanischen Spielen in Guadalajara (Mexiko).
An den Panamerikanische Spielen 2019 in Lima, Peru gewann sie auf Laurencio zusammen mit Jill Irving, Lindsay Kellock, and Naima Moreira Laliberté die Goldmedaille mit der Eqipe. Mit diesem Erfolg konnte sich Kanada für den Team-Wettbewerb in der Dressur bei den Olympischen Spielen 2020 in Tokio qualifizieren.
Im Einzelwettbewerb erreichte sie mit einer Wertung von 77.780 % den zweiten Platz, hinter Sarah Lockman die 78.980 % bekam.

## Pferde
- Winston, Besitzer: Ellen Horgan